# Coleocentrus rufus
Coleocentrus rufus är en stekelart som beskrevs av Léon Abel Provancher 1876. Coleocentrus rufus ingår i släktet Coleocentrus och familjen brokparasitsteklar. Inga underarter finns listade i Catalogue of Life.